# Estereotipos de África

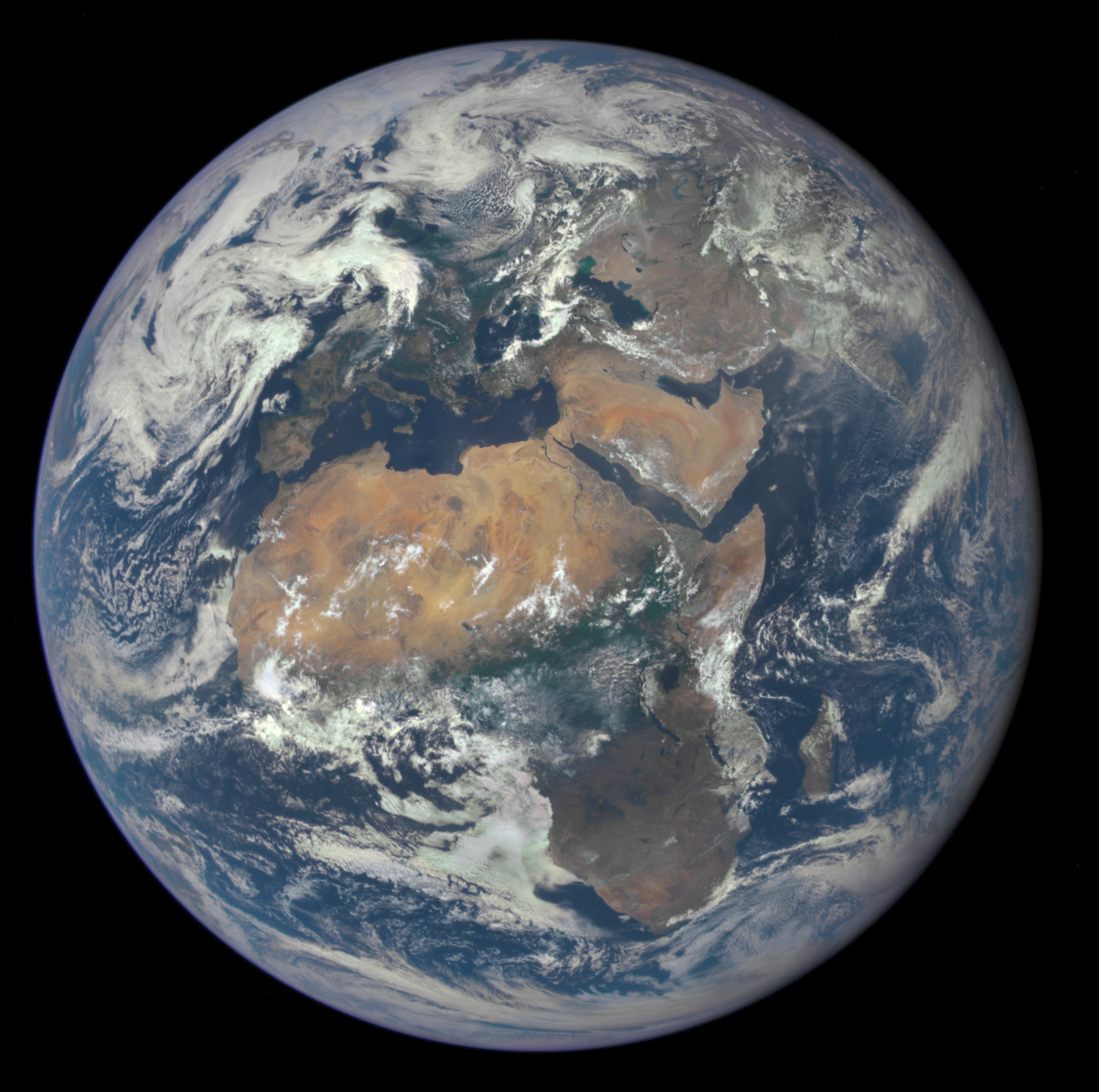
Existen múltiples estereotipos sobre el continente

Los estereotipos y generalizaciones sobre África, sus habitantes y su cultura han evolucionado en el mundo occidental desde los años del asentamiento colonial. La idea de los estereotipos negativos de África proviene de interacciones históricas y mediáticas. Muchos de los estereotipos de África se originan en el colonialismo y la representación de los medios.

## Estereotipos por región y tiempo

### Era colonial

#### Europa
Los belgas veían a los africanos como niños como en Tintín en el Congo. Los franceses intentaron "civilizar" el continente colonizándolo. Los alemanes se veían a sí mismos como la "raza superior" en comparación con los africanos. Algunos italianos estereotipan a los africanos como inmigrantes ilegales y mendigos. La comprensión polaca de África se basa en los medios de comunicación, que tienden a centrarse en noticias negativas o dramáticas del continente. Los portugueses vieron gobernar África como un acto de caridad.
Charles Darwin ayudó a promover la idea de que algunos grupos, como los africanos y los aborígenes australianos, estaban más cerca de los simios no humanos que los europeos.

### Actualidad

#### Asia
China se ve a sí misma como una ayudante benevolente de los africanos. En la cultura china de Internet, los jugadores de videojuegos desafortunados o incompetentes se denominan "africanos", una referencia a la expresión "Blackface" que significa mala suerte. Japón ve a África como un continente que necesita ayuda.

## Estereotipos comunes

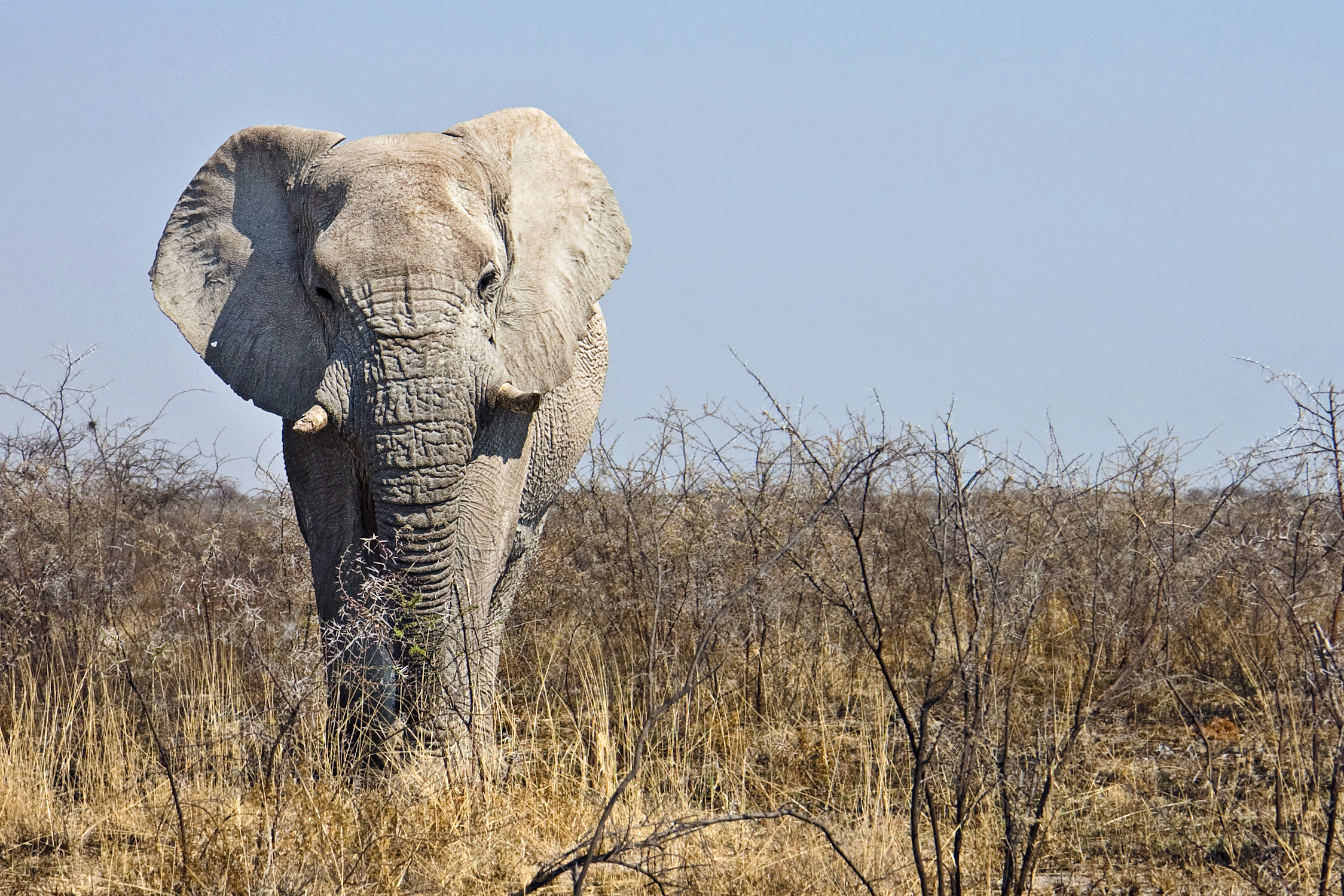
Los forasteros pueden imaginarse África como una sabana mayoritariamente deshabitada, con muchos animales salvajes

### Medio ambiente
La percepción común es que gran parte o toda África es una jungla o un desierto inhóspito, o que en su mayoría es una sabana deshabitada poblada principalmente por animales salvajes.
Otra creencia errónea sobre África es que los animales salvajes son comunes y se perciben como los animales domésticos en los países occidentales. Si bien muchos animales salvajes grandes se encuentran en África, y son bien conocidos en los safaris (especialmente el león, el leopardo, el rinoceronte, el elefante y el búfalo), muchos ciudadanos de países africanos generalmente no los ven fuera de los zoológicos.

### Pobreza
A menudo se cree que África es el epicentro de la cultura primitiva y de la pobreza. Algunos países de África están empobrecidos, pero muchos países de África tienen economías prósperas y prósperas, como Botsuana, Sudáfrica, Nigeria, Kenia, Ruanda y muchos otros.

### Tecnología
En todo el mundo desarrollado, a menudo se percibe que los africanos "no tienen acceso a la tecnología moderna"; sin embargo, esto es inexacto. Un informe de 2013 mostró que el 80 por ciento de los africanos podían acceder a un teléfono móvil. El uso de Internet en África creció un 20% en 2018, con tasas de penetración en África del Norte del 59%, África Occidental del 39%, África Meridional del 51% y África Oriental del 45%.
Mucha gente cree falsamente que los africanos viven en "casas de barro en medio de la nada". Las áreas urbanas de África representan el 43% de la población del continente, aunque esto está por debajo del promedio mundial del 55%. Otro estereotipo común es que los africanos cometen fraude en línea. La estafa africana más conocida es la estafa de pago por adelantado.

### Unidad
África a menudo se confunde con un solo país en lugar de un continente con 54 países independientes, cada uno de los cuales tiene sus propios idiomas, culturas, tradiciones e historia. Esta tergiversación lleva a la gente a pensar que todos los africanos son iguales y que carecen de una historia y cultura únicas.
De manera similar, los forasteros pueden creer que hay un idioma en África, llamado "africano"; de hecho, se hablan más de 2.000 idiomas distintos en todo el continente africano. El idioma más común utilizado en el continente africano es el suajili.